# American Historic Racing Motorcycle Association
De  American Historic Racing Motorcycle Association, afgekort tot AHRMA, is een Amerikaanse bond die regels opstelt voor wedstrijden met klassieke motorfietsen in de Verenigde Staten. Men begon hiermee in 1970 en ondertussen heeft de bond 5000 leden. In de loop van de tijd sloten andere bonden voor historische races zich aan bij de AHRMA, zoals de California Vintage Racing Group en in Florida de Historic Motorcycle Racing Association. 
Hoewel de AHRMA van oorsprong een commerciële organisatie was, werd in 1986 besloten dit om te zetten in een nationale bond voor klassieke motorwedstrijden. Men organiseert motorcrosswedstrijden en wegraces, waaronder Sound of Singles en Battle of the Twins.